# Love All Play
Love All Play (hangul: 너에게 가는 속도 493km; rr: Neoege Ganeun Sokdo 493km, lit. A Velocidade Para Você é 493 km) é uma série de televisão sul-coreana em exibição estrelada por Park Ju-hyun, Chae Jong-hyeop, Park Ji-hyun, Kim Mu-jun e Seo Ji-hye. A série retrata um romance esportivo quente em uma equipe de negócios de badminton. Estreou na KBS2 em 20 de abril de 2022 e vai ao ar todas as quartas e quintas às 21:50 (KST). Também está disponível para streaming no Disney+ em regiões selecionadas.

## Sinopse
A série é um drama de romance esportivo sobre a paixão e o amor afetuoso entre os protagonistas masculinos e femininos de duplas mistas dentro de seu grupo de membros da equipe de badminton.

## Elenco

### Principal
- Park Ju-hyun como Park Tae-yang, uma jogadora de badminton cuja vida gira em torno de esportes.
- Chae Jong-hyeop como Park Tae-joon, um jogador que vê o badminton apenas como uma profissão. Uma pessoa que sonha com uma vida confortável após sua aposentadoria, mas se junta ao time de negócios Yunis após ser cortado do time da prefeitura.[8]
- Park Ji-hyun como Park Jun-young, uma medalhista de ouro olímpica que se aposentou devido a um acidente.[9]
- Kim Mu-jun como Yook Jeong-hwan[10]
- Seo Ji-hye como Lee Yoo-min, a rainha das azarações sobrepostas.[10]

### Coadjuvantes

#### Treinadores da Equipe de Badminton Yunis
- Jo Han-chul como Lee Tae-sang[10]
- In Gyo-jin como Joo Sang-hyeon, treinador do Tigre de Yunis devido à sua personalidade austera e regras rígidas. Então ele lidera a equipe. Por isso, ele é conhecido como 'Juralli' para os jogadores.[11]
- Lee Seo-hwan S. Kim C-Bon, treinadora da Equipe Yunis.[12]

#### Jogadores da Equipe de Badminton Yunis
- Choi Seung-yoon como Yeon Seung-woo
- Jo Soo-hyang como Lee Young-shim[12]
- Moon Dong-hyeok como Go Dong-wan[12]
- Kwon So-hyun como Cheon Yu-ri[13]
- Bin Chan-wook como Oh Seon-su[10]
- Jeon Hye-won como Yang Seong-sil[14]
- Lee Chae-min as Lee Ji-ho[10]

#### Outros
- Jeon Bae-soo como Park Man-soo, Tae-yang's father.[12]
- Lee Ji-hyun como mãe de Tae-joon e Jun-young.[15]
- Sung Ki-yoon como Park Nam-goo, pai de Tae-joon e dono de uma loja de equipamentos de badminton.[16]

### Estendido
- Park Doo-shik como Koo Hyuk-bong, jogador nacional de badminton.[17]
- Lee Min-jae como Eden, da Han Woong Electronics, especialmente como júnior e rival de Yook Jung-hwan.[18]

### Aparição especial
- Kim Hyun-joo como Presidente da Equipe de Negócios Yunis.[19]
- Jin Seon-kyu como dono de um restaurante de sushi, que tem uma relação especial com Park Tae-yang.[20]

## Produção
A primeira leitura do roteiro do elenco foi realizada no anexo da KBS em outubro de 2021.
Em 18 de fevereiro de 2022, Chae Jong-hyeop testou positivo para o kit de autodiagnóstico da COVID-19 e realizou um teste de PCR. Um dia depois, foi revelado que ele testou negativo para o teste PCR de COVID-19 e as filmagens foram retomadas assim que foi confirmado que Chae Jong-hyeop havia testado negativo.